# Sajid-Wajid
Sajid - Wajid es un dúo de compositores de música de cine indio de Bollywood formado por Sajid Ali Khan y su hermano Wajid Ali Khan (7 de octubre de 1977 - Bombay, 31 de mayo de 2020).

## Biografía
Los hermanos han sido reconocidos con una membresía a nivel Internacional, por el Centro de Investigación de la Academia Asiática de Cine y Televisión. Sajid Wajid son hijos de una familia ligada a la música. Su padre Ustad Sharafat Khan, era un talentoso músico de tabla, mientras que su abuelo Ustad Abdul Latif, trabajó en su época con el Gobierno indio, Padma Shri, uno de los más altos reconocidos civiles de la India. 
Sajid - Wajid habían aprendido música con varios profesores, entre ellos Ustad Allahrakha Khan y su hermano Das Babu. Antes de formar parte de la dirección musical, Sajid había probado suerte en el negocio de importación y exportación. Sin embargo más adelante, se inspiró en algunos de sus amigos y quiso llevar su música como carrera.
Antes de trabajar en forma independiente como director musical como parte del dúo, Sajid - Wajid también había trabajado con su padre Ustad Sharafat Khan para el lanzamiento de su primer álbum . Sin embargo, este álbum nunca fue lanzada al mercado indio. Sajid - Wajid, son conocidos popularmente, como los maestros de la música masala.
Wajid Ali Khan murió el 31 de mayo de 2020, a la edad de 42 años, en el Hospital Surana en Mumbai debido a complicaciones causadas por la COVID-19.

## Wajid como cantante
| Año  | Canción                             | Película              | Comentarios                                                                |
| ---- | ----------------------------------- | --------------------- | -------------------------------------------------------------------------- |
| 2013 | Saamne Hai Savera                   | Bullet Raja           |                                                                            |
| 2013 | Bullett Raja                        | Bullet Raja           |                                                                            |
| 2013 | Satake Thoko                        | Bullet Raja           |                                                                            |
| 2013 | Tu Bhi Mood Mein                    | Grand Masti           | Composed by Anand Raj Anand                                                |
| 2013 | Ishq Mohallah                       | Chashme Baddoor       |                                                                            |
| 2013 | Andha Ghoda Race Mein Dauda         | Chashme Baddoor       |                                                                            |
| 2013 | Dhichkyaaon Doom Doom (Version 2)   | Chashme Baddoor       |                                                                            |
| 2013 | Govinda Aala Re                     | Rangrezz              |                                                                            |
| 2012 | PandeyJee Seeti                     | Dabangg 2             |                                                                            |
| 2012 | Fevicol Se                          | Dabangg 2             |                                                                            |
| 2012 | Jaane Bhi De                        | Ishkq in Paris        |                                                                            |
| 2012 | Teri Choodiyan Da Crazy Crazy Sound | Ishkq in Paris        |                                                                            |
| 2012 | Mashallah                           | Ek Tha Tiger          |                                                                            |
| 2012 | Mukhtasar                           | Teri Meri Kahaani     |                                                                            |
| 2012 | Humse Pyar Kar Le Tu                | Teri Meri Kahaani     |                                                                            |
| 2012 | Chinta Ta Ta Chita Chita            | Rowdy Rathore         | Nominated for Renault Star Guild Awards - Best Male Singer with Mika Singh |
| 2012 | Dhadang Dhang Dhang                 | Rowdy Rathore         |                                                                            |
| 2012 | Right Now                           | Housefull 2           |                                                                            |
| 2012 | Govinda Ala Re                      | Mumbai Mirror         | Composed by Amjad Nadeem                                                   |
| 2011 | Nazar Se Nazar Mille                | Miley Naa Miley Hum   |                                                                            |
| 2011 | Mahi Mahi                           | Miley Naa Miley Hum   |                                                                            |
| 2011 | Wake Up Now                         | Miley Naa Miley Hum   |                                                                            |
| 2010 | Humka Peeni Hai                     | Dabangg               |                                                                            |
| 2010 | Hud Hud Dabangg                     | Dabangg               |                                                                            |
| 2010 | Chandni Chowk Se                    | Chatur Singh Two Star |                                                                            |
| 2010 | Singh Singh Singh                   | Chatur Singh Two Star |                                                                            |
| 2010 | Taali                               | Veer                  |                                                                            |
| 2010 | Get Set Go                          | Chase                 | Composed by Vijay Verma & Udbhav Ojha                                      |
| 2010 | No Problem                          | No Problem            |                                                                            |
| 2009 | Happening I Am Happening            | Main Aurr Mrs Khanna  |                                                                            |
| 2009 | Tumne Socha                         | Main Aurr Mrs Khanna  |                                                                            |
| 2009 | Jalwa                               | Wanted                |                                                                            |
| 2009 | Love Me                             | Wanted                |                                                                            |
| 2009 | Tose Pyaar Karte Hai                | Wanted                |                                                                            |
| 2009 | Tere Bina Lagta Nahin Mera Jiya     | Kal Kissne Dekha      |                                                                            |
| 2009 | I Am Falling In Love                | Dhoondte Reh Jaaoge   |                                                                            |
| 2009 | Nako-Re-Nako                        | Dhoondte Reh Jaaoge   |                                                                            |
| 2009 | Apne Ko Paisa Chahiye               | Dhoondte Reh Jaaoge   |                                                                            |
| 2009 | Paying Guests                       | Paying Guests         |                                                                            |
| 2008 | Tujhe Aksa Beach Ghuma Doon         | God Tussi Great Ho    |                                                                            |
| 2008 | Bang Bang Bang                      | Hello                 |                                                                            |
| 2008 | Hello                               | Hello                 |                                                                            |
| 2008 | Mitwa Re                            | Hello                 |                                                                            |
| 2008 | Do You Wanna Partner                | Partner               |                                                                            |
| 2008 | Soni De Nakhre                      | Partner               | Nominated for IIFA Best Male Playback Award - Male with Labh Janjua        |

## Sajid filmografía
- As Radhe's Friend In Film Wanted (2009 film)
- As Police Hawaldaar In Film Dabangg 2
- As Kali Charan's Friend In Film Kal Kisne Dekha

## Sajid-Wajid como directar musical
| Año  | Película                    | Comentarios                                                            |
| ---- | --------------------------- | ---------------------------------------------------------------------- |
| 2014 | Gabbar                      |                                                                        |
| 2014 | Mental                      |                                                                        |
| 2014 | Heropanti                   |                                                                        |
| 2014 | Tu Mera Hero                |                                                                        |
| 2013 | Bullet Raja                 |                                                                        |
| 2013 | Naam                        |                                                                        |
| 2013 | Ishkq in Paris              |                                                                        |
| 2013 | Chashme Buddoor             |                                                                        |
| 2013 | Himmatwala                  |                                                                        |
| 2013 | Rangrezz                    |                                                                        |
| 2012 | Dabangg 2                   |                                                                        |
| 2012 | Son of Sardaar              | 1 song, Yeh Jo Halki Halki Khumariyaan                                 |
| 2012 | Ajab Gazabb Love            |                                                                        |
| 2012 | Kamaal Dhamaal Malamaal     |                                                                        |
| 2012 | Ek Tha Tiger                | Mashallah song composed                                                |
| 2012 | Teri Meri Kahaani           | Received Very Good Response                                            |
| 2012 | Rowdy Rathore               | Received mixed opening and music was plus point for the movie.         |
| 2012 | Housefull 2                 |                                                                        |
| 2012 | Tezz                        |                                                                        |
| 2011 | Miley Naa Miley Hum         |                                                                        |
| 2011 | Chatur Singh Two Star       |                                                                        |
| 2011 | Tell Me O Kkhuda            | Title Song 'Tell Me O Kkhuda' Composed                                 |
| 2010 | No Problem                  |                                                                        |
| 2010 | Dabangg                     | Winner, Filmfare Award for Best Music Director along with Lalit Pandit |
| 2010 | Jaane Kahan Se Aayi Hai     |                                                                        |
| 2010 | Veer                        |                                                                        |
| 2009 | Main Aurr Mrs Khanna        |                                                                        |
| 2009 | Wanted                      |                                                                        |
| 2009 | Paying Guests               |                                                                        |
| 2009 | Kal Kissne Dekha            |                                                                        |
| 2009 | Dhoondte Reh Jaaoge         |                                                                        |
| 2008 | God Tussi Great Ho          |                                                                        |
| 2008 | Hello                       |                                                                        |
| 2008 | Zindagi Tere Naam           |                                                                        |
| 2008 | Khallballi!                 |                                                                        |
| 2008 | Kismat Konnection           | One Song                                                               |
| 2008 | Heroes                      |                                                                        |
| 2007 | Welcome                     | Title Song                                                             |
| 2007 | Partner                     | Nominated, IIFA Best Music Director Award                              |
| 2006 | Jaane Hoga Kya              |                                                                        |
| 2006 | Shaadi Karke Phas Gaya Yaar |                                                                        |
| 2006 | The Killer                  |                                                                        |
| 2006 | Jawani Diwani               |                                                                        |
| 2006 | Saawan... The Love Season   | 1 Song, Tu Mila De                                                     |
| 2005 | Mashooka                    |                                                                        |
| 2005 | Chetna - The Excitement     |                                                                        |
| 2005 | Dreams - Sapney Sach Honge  |                                                                        |
| 2004 | Mujhse Shaadi Karogi        | Nominated, IIFA Best Music Director Award                              |
| 2004 | Garv                        |                                                                        |
| 2003 | Tere Naam                   | 2 Songs                                                                |
| 2003 | Chori Chori                 |                                                                        |
| 2002 | Gunaah                      |                                                                        |
| 2002 | Shararat                    |                                                                        |
| 2002 | Hum Tumhare Hain Sanam      | 1 Song                                                                 |
| 2002 | Kya Yehi Pyaar Hai          |                                                                        |
| 2002 | Tumko Na Bhool Paayenge     |                                                                        |
| 2002 | Maa Tujhhe Salaam           |                                                                        |
| 2001 | Yeh Zindagi Ka Safar        |                                                                        |
| 2001 | Mitti                       |                                                                        |
| 2000 | Baaghi                      |                                                                        |
| 2000 | Khauff                      |                                                                        |
| 1999 | Hello Brother               |                                                                        |
| 1998 | Pyar Kiya To Darna Kya      | 1 Song                                                                 |

## Álbumes y filmografía
Sajid Wajid had scored music for some Non-Film Albums as Music Directors too.
| Año  | Álbum             | Cantante                      | Letrista                        |
| ---- | ----------------- | ----------------------------- | ------------------------------- |
| 1999 | Deewana           | Sonu Nigam                    | Faiz Anwar                      |
| 2001 | Khoya Khoya Chand | Alka Yagnik and Babul Supriyo | Sameer                          |
| 2005 | Tera Intezar      | Rahul Vaidya                  | Jalees Sherwani and Sajid-Wajid |

## Sajid-Wajid como letrista
| Año  | Canción                       | Película                | Letras                      | Director musical     |
| ---- | ----------------------------- | ----------------------- | --------------------------- | -------------------- |
| 2012 | Fevicol Se                    | Dabangg 2               | Sajid-Wajid with Ashraf Ali | Sajid-Wajid          |
| 2012 | Desi Mem                      | Kamaal Dhamaal Malamaal | Wajid                       | Sajid-Wajid          |
| 2012 | Zor Naache                    | Kamaal Dhamaal Malamaal | Wajid                       | Sajid-Wajid          |
| 2012 | Kamaal Dhamaal Malamaal Theme | Kamaal Dhamaal Malamaal | Wajid                       | Sajid-Wajid          |
| 2009 | Le Le Mazaa Le                | Wanted                  | Wajid with Shabbir Ahmed    | Sajid-Wajid          |
| 2009 | Life Life                     | Daddy Cool              | Sajid with Farhad Wadia     | Farhad Wadia & Sajid |
| 2007 | Take Lite                     | Nishabd                 | Sajid with Farhad Wadia     | Amar Mohile          |
| 2007 | Ruk Ja                        | Ram Gopal Varma ki Aag  | Sajid with Farhad Wadia     | Amar Mohile          |
| 2007 | Jee Le                        | Ram Gopal Varma ki Aag  | Sajid with Farhad Wadia     | Prasanna Shekhar     |

## Premios
Reconocimientos
- 2011: Star Screen Award for Best Music Director for Dabangg[3]
- 2011: Apsara Award for Best Music Director for Dabangg[3]
- 2011: Zee Cine Award for Best Music Director for Dabangg[3]
- 2011: Filmfare Award for Best Music Director for Dabangg[3]
- 2011: Lion club Award for Best Music Director for Dabangg
- 2011: IIFA Best Music Director Award for Dabangg
- 2011: Mirchi Music Awards - Album of The Year for Dabangg
- 2011: Global Indian Music Academy Awards - Best Music Director for Dabangg
- 2011: Global Indian Music Academy Awards - Best Film Album for Dabangg
- 2012: BIG Star Most Entertaining Music for Ek Tha Tiger with Sohail Sen

Nominaciones
- 2005: IIFA Best Music Director Award for Mujhse Shaadi Karogi
- 2005: Screen Weekly Awards - Best Music for Mujhse Shaadi Karogi
- 2005: Zee Cine Award for Best Music Director for Mujhse Shaadi Karogi
- 2008: IIFA Best Music Director Award for Partner
- 2010: BIG Star Most Entertaining Music for Dabangg
- 2012: BIG Star Most Entertaining Music for Rowdy Rathore